# پارادایز لاست (گروه موسیقی)
پارادایز لاست (به انگلیسی: Paradise Lost) یک گروه گوتیک متال انگلیسی است. آنها در هلیفکس، یورکشایر غربی، در سال ۱۹۸۸ تشکیل شدند، و به عنوان یکی از پیشگامان ژانر دث-دوم شناخته می‌شوند و به عنوان تأثیر اصلی برای جنبش گوتیک متال در نظر گرفته می‌شوند. از سال ۲۰۰۵، پارادایز لاست بیش از دو میلیون آلبوم در سراسر جهان فروخته است.
ترکیب اعضای گروه هوی متال قدیمی آنها ثابت مانده است و شامل نیک هولمز (خواننده)، گرگ مکینتاش و آرون ایدی (نوازندگان گیتار) و استیو ادموندسون (نوازندهٔ گیتار بیس) می‌شود. هولمز و مکینتاش آهنگسازان اصلی گروه هستند و تقریباً تمام آهنگ‌های گروه به آنها نسبت داده شده است. در طول این سال‌ها، گروه فقط نوازندگان درام را تغییر داده است.

## سبک و تأثیرات
گروه پارادایز لاست که در اصل از سبک دث متال سرچشمه می‌گرفت، تأثیر تعیین‌کننده‌ای بر توسعه دث دوم و گوتیک متال در اوایل دههٔ ۱۹۹۰ گذاشت، و آلبوم گوتیک آنها در سال ۱۹۹۱ به عنوان تعریف‌کنندهٔ سبک و نام‌گذار ژانر دوم در نظر گرفته می‌شود. تأثیر آشکار آثار اولیهٔ گروه در آثار آناتما، Cathedral و وینتر مشاهده شده است. گروه‌های دیگری که از پارادایز لاست به عنوان منبع الهام خود نام برده‌اند (یا آهنگ‌های آنها را پوشش داده‌اند) عبارتند از: مای داینگ براید، گدرینگ، آمورفیس، کریدل آو فیلث، کاتاتونیا، مون‌اسپل، لاکونا کویل، هیم، نایت‌ویش و بسیاری دیگر.
آرون ایدی، نوازندهٔ گیتار، می‌گوید: «در برادفورد به تعدادی از کلوب‌ها می‌رفتیم که در آن‌ها یک دقیقه موسیقی جدی گوتیک می‌نواختند و دقیقهٔ بعد آن‌ها کریتور یا چیزی دیگر می‌نواختند.» نیک هولمز از بروس دیکینسن خوانندهٔ آیرون میدن به همراه متالیکا برای آلبوم عروسک‌گردان نام برد. هولمز گفت که تأثیرات اولیهٔ گروه بلک سبث و دد کن دنس بودند: «بلک سبث قدیمی، برای من الهام بخش زمانی بود که گروه را شروع کردیم.» نوازندهٔ گیتار مکینتاش گفت که از «تونی آیومی بسیار» و همچنین «جانی مار [...] جیمی هندریکس و موسیقی کلاسیک» الهام گرفته است و همهٔ این سبک‌ها را با موسیقی متال و موسیقی راک می‌آمیزد. مکینتاش همچنین بیان کرد که گوتیک راک تأثیرگذار بوده است و به گروه‌هایی مانند «Southern Death Cult و د سیسترز آو مرسی اولیه، سوزی اند د بنشیز، کیور اولیه» اشاره کرد. گروه همچنین تحت تأثیر گروه اسلاج متال ملوینز قرار گرفت که بر سرعت بسیار کند گروه تأثیر گذاشت. نیک هولمز خواننده گفت: «ما ایدهٔ ترکیب نوعی ریف‌های بلک سبث آهسته‌تر را دوست داشتیم، اما باعث می‌شد که برای پیشبرد کل چیزهای متال کُندتر عمل کنیم. اما صادقانه بگویم، ما در آن روزها آنقدر به چیزهای دث متال وسواس داشتیم که واقعاً آنقدرها از حوزهٔ موسیقی خود خارج نمی‌شدیم.»
این گروه بین سال‌های ۱۹۹۷ و ۲۰۰۲ در آلبوم‌های خود با نام یک ثانیه تا نماد زندگی تغییر قابل توجهی در سبک را تجربه کرد؛ یک ثانیه شاهد استفادهٔ شدید از لوازم الکترونیکی و کیبورد بود و هولمز از صدای خواننده‌ای تمیز بهره برد، با آلبوم میزبان حتی بیشتر به سمت سینت پاپ/دارک ویو حرکت کرد. آلبوم به هیچ چیز اعتقاد نداشته باش گروه را به سمت آلترناتیو راک تری سوق داد، با نماد زندگی که دوباره یک لحن متال گوتیک سنگین‌تر را ایجاد کرد. مکینتاش و هولمز هر دو در مورد این دوره از گروه ابراز ابهام کردند و به مشکلات شخصی درون گروه در آن زمان اشاره کردند.

## اعضای گروه

پارادایز لاست در جشنوارۀ Luppolo in Rock در سال۲۰۲۴
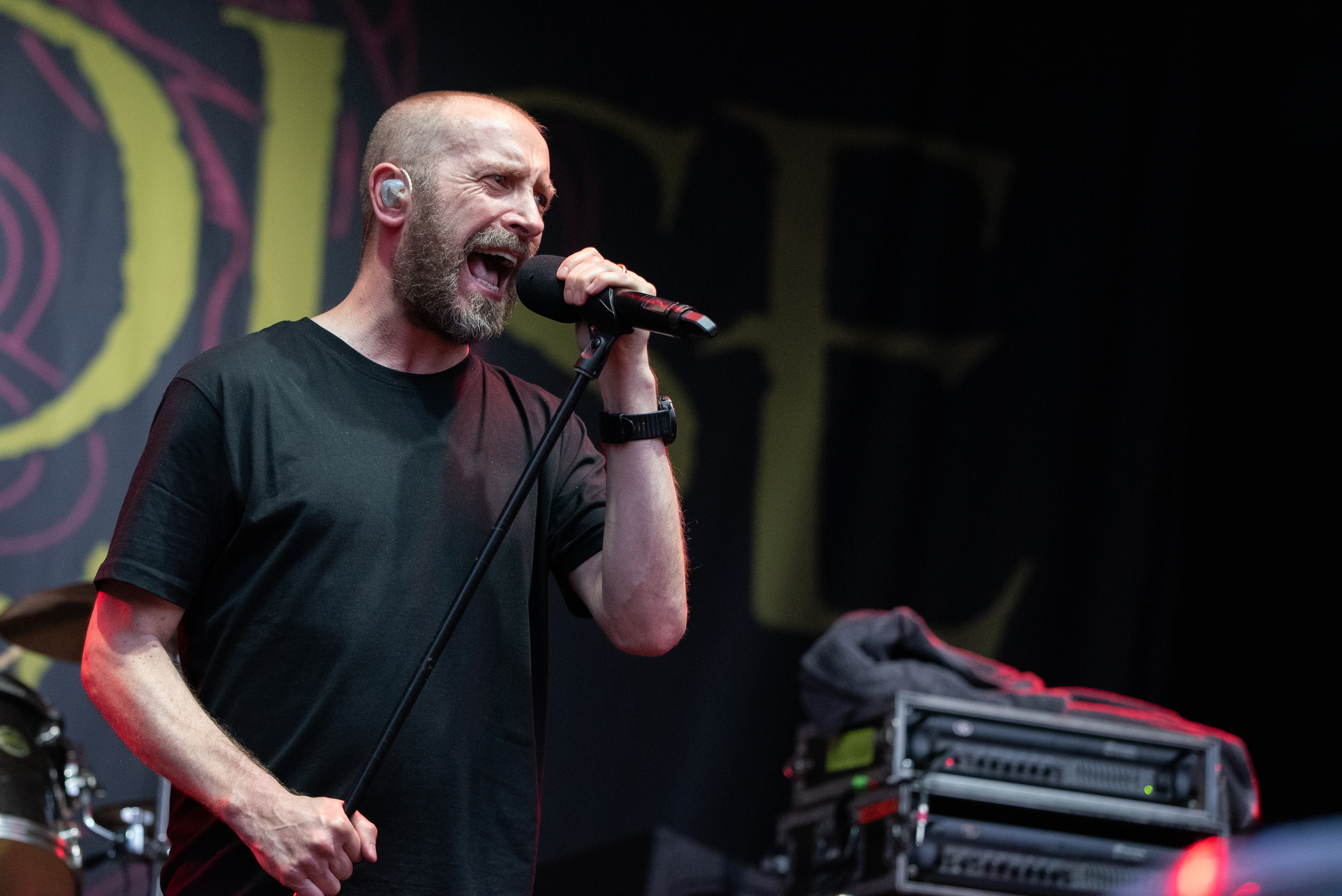
نیک هولمز
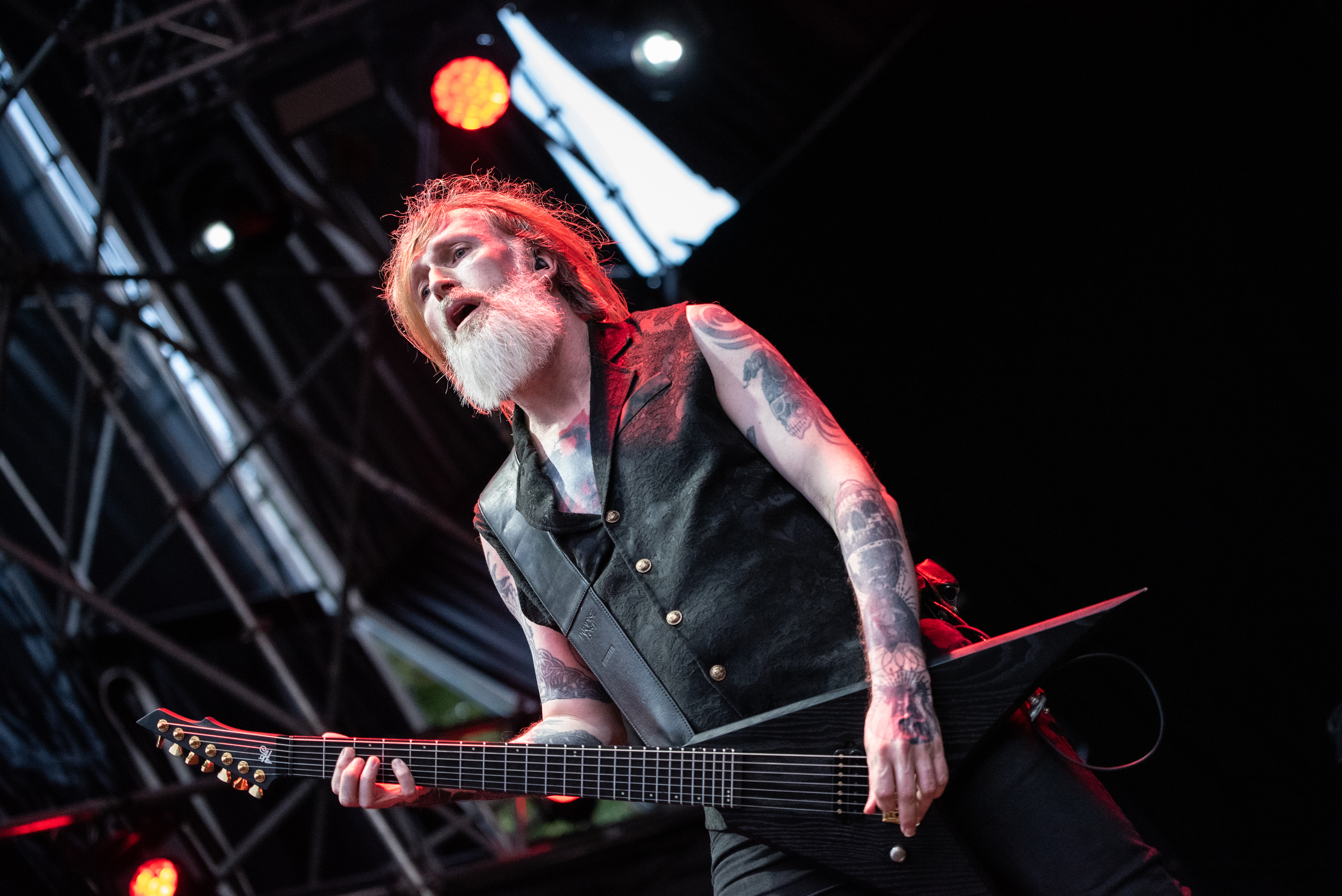
گرگور مکینتاش
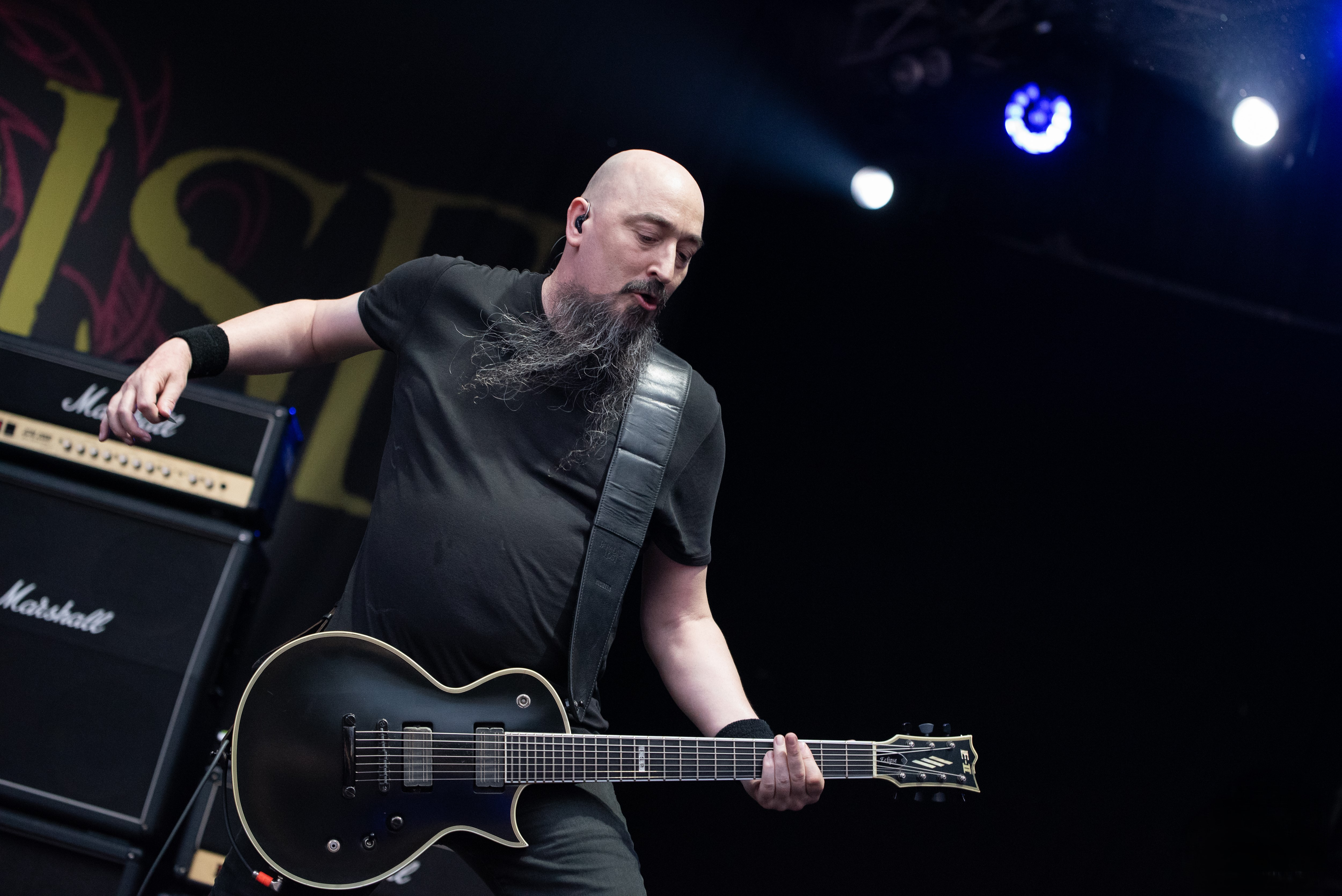
آرون ایدی
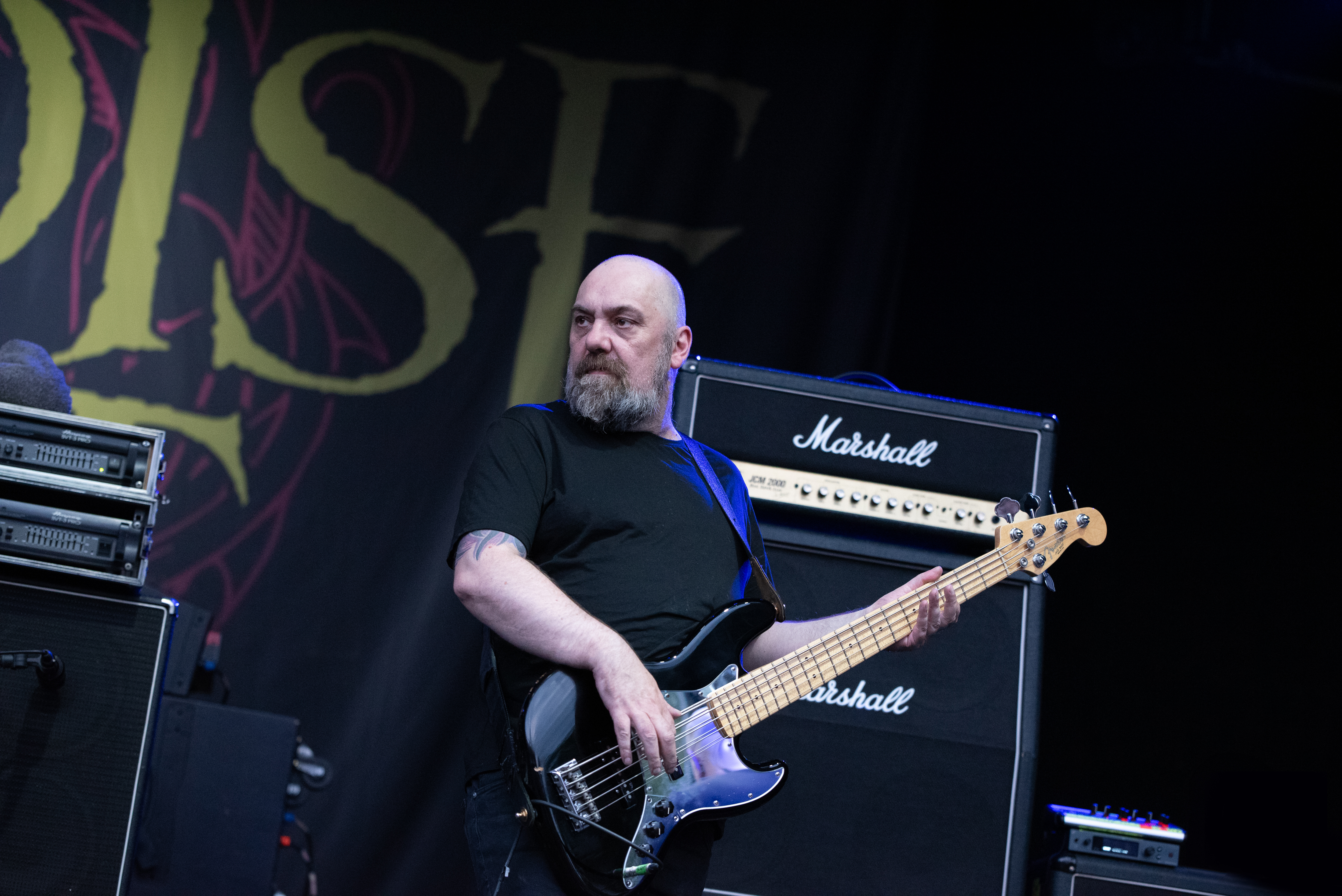
استیون ادموندسون
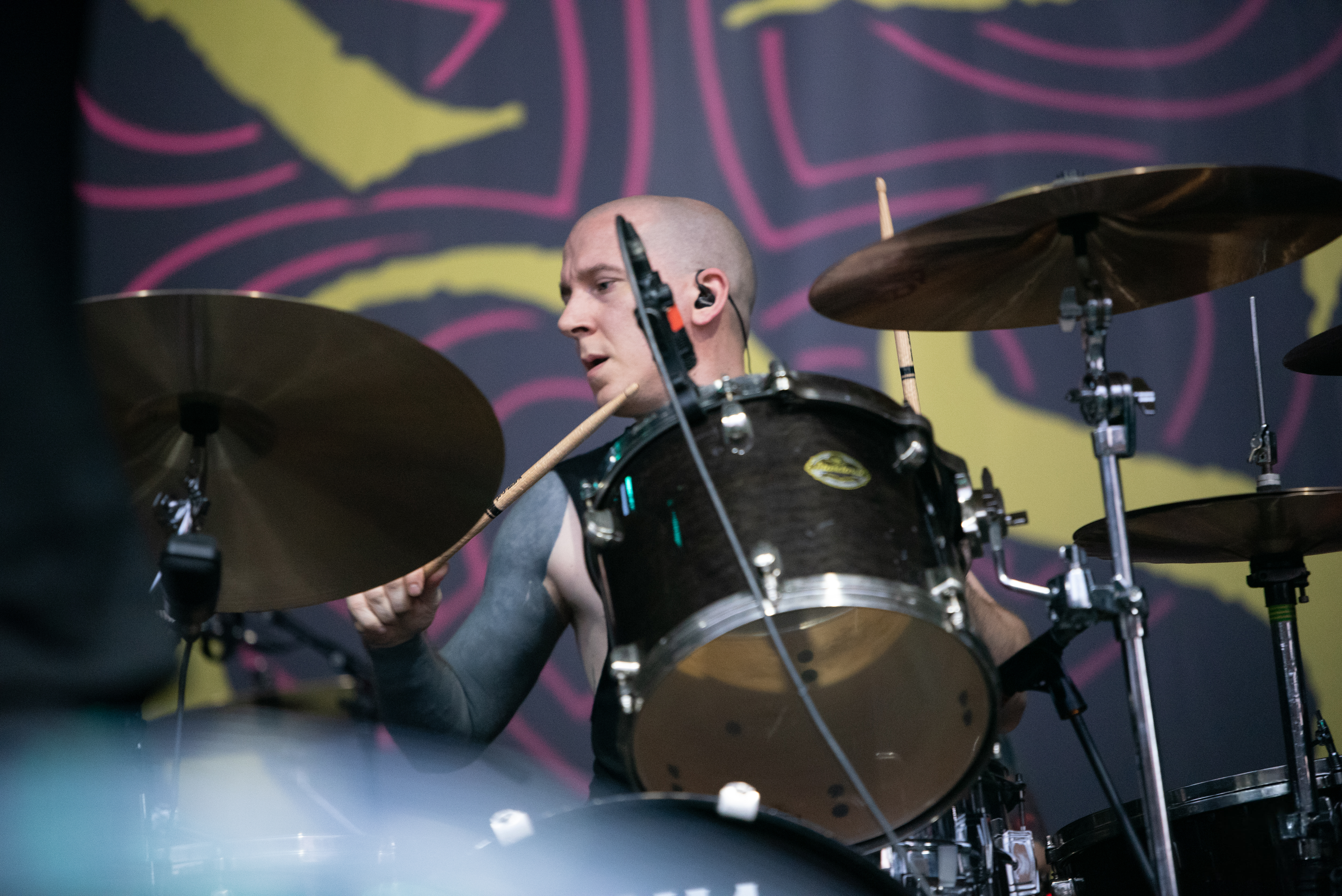
گیدو مونتانارینی

### اعضای کنونی
- نیک هولمز – خواننده (۱۹۸۸–اکنون)
- گرگور مکینتاش – گیتار لید، کیبورد (۱۹۸۸–اکنون)
- آرون ایدی – گیتار ریتم (۱۹۸۸–اکنون)
- استیون ادموندسون – بیس (۱۹۸۸–اکنون)
- گیدو مونتانارینی – درام (۲۰۲۲–اکنون)

### اعضای پیشین

#### درامرها
- متیو آرچر (۱۹۹۳–۱۹۸۸)
- لی موریس - همچنین همخوان (۲۰۰۴–۱۹۹۴)
- جف سینگر (۲۰۰۸–۲۰۰۴)
- آدریان ارلاندسون (۲۰۱۵–۲۰۰۹)
- والتری وایرینن (۲۰۲۲–۲۰۱۵)

#### اعضای جلسه‌ای/تور
- مارک هرون - درام (۲۰۰۹–۲۰۰۸)
- پیتر دامین - درام (۲۰۰۹)
- میلتون «میلی» ایوانز - گیتار لید (۱۹۹۹، ۲۰۱۰–۲۰۰۹)، کیبورد، همخوان (۲۰۱۱)[۲۱][۲۲]

## ترانه‌شناسی

### آلبوم‌های استودیویی
- بهشت گمشده (۱۹۹۰) Lost Paradise
- گوتیک (۱۹۹۱) Gothic
- سایه‌های خدا (۱۹۹۲) Shades of God
- نماد (۱۹۹۳) Icon
- دراکونیان تایمز (۱۹۹۵) Draconian Times
- یک ثانیه (۱۹۹۷) One Second
- میزبان (۱۹۹۹) Host
- به هیچ‌چیز اعتقاد نداشته باش (۲۰۰۱) Believe in Nothing
- نماد زندگی (۲۰۰۲) Symbol of Life
- پارادایز لاست (۲۰۰۵) Paradise Lost
- در رکوئیم In Requiem (۲۰۰۷)
- ایمان ما را از هم جدا می‌کند – مرگ ما را متحد می‌کند (۲۰۰۹) Faith Divides Us – Death Unites Us
- بت تراژیک (۲۰۱۲) Tragic Idol
- طاعون درون (۲۰۱۵) The Plague Within
- مدوسا (۲۰۱۷) Medusa
- ابسیدین (۲۰۲۰) Obsidian
- نماد ۳۰ (۲۰۲۳) Icon 30